# Rucandio (Burgos)
Rucandio es un municipio y localidad (código INE-328) en el partido judicial de Briviesca, comarca de Bureba, provincia de Burgos, comunidad autónoma de Castilla y León (España).

## Geografía
Se encuentra situado en el Valle de las Caderechas, perteneciente a la Comarca de la Bureba, a 61 kilómetros de la ciudad de Burgos en dirección norte, en la carretera local BU-V-5025 que comunica con Hozabejas al sur y Madrid de las Caderechas al norte. 
Está formado por las localidades de Herrera de Valdivielso, Hozabejas, Huéspeda, Madrid de las Caderechas, Ojeda y Rucandio (capital). 
Cada una de estas seis localidades tiene una Junta Vecinal independiente, y entre todas forman el Ayuntamiento de Rucandio, llamado de esta forma por estar el ayuntamiento ubicado físicamente en esta localidad.
El municipio cuenta con 81 habitantes (2011).
Además de cabecera del municipio, forma una Entidad Local Menor cuya alcaldesa pedánea es María Blanca Tubilleja Gómez (PSOE), cuenta con una población de 27 habitantes (2007).

### Medio ambiente
El 88 % de su término (2861,06 hectáreas) queda afectado por la ZEPA Sierra de la Tesla-Valdivielso, donde destacan las siguientes especies: Buitre leonado (Gyps fulvus), aguilucho pálido (Circus cyaneus), alimoche (Neophron percnopterus) y chova piquirroja (Pyrrhocorax pyrrhocorax).
Zona de frutales en los que abundan los cerezos, manzanos, nogales y melocotoneros. Los cortados rocosos que cierran el valle están cubiertos por frondosos bosques de quejigos y pinos resineros que cubren las laderas.
El denso sotobosque, en el que predominan los helechos, sirve de refugio a un buen número de animales salvajes entre los que abundan corzos y jabalíes, lo que supone un importante aprovechamiento cinegético existente en el término municipal de Rucandio, propiedad de este municipio, con una superficie de 3191,8181 hectáreas.
También están presentes en estos bosques caderechanos muchas ardillas, algunas martas y unos pocos gatos monteses. Tampoco es difícil de sorprender bandadas de piquituertos en busca de piñas, que se cruzan en sus alborotados vuelos con carboneros, cucos, picapinos y pitos reales.
Entre las rapaces del bosque están presentes águilas culebreras, halcones abejeros, gavilanes e incluso hasta azores.

## Economía
La economía de la zona está basada en explotaciones hortofrutícolas familiares: huertas (puerro, alubia...), frutales (cereza, manzana, pera, melocotón...).

### Chacolí
Detrás de la iglesia se encuentran las tradicionales bodegas en las que tradicionalmente se elabora el chacolí, vino propio de la comarca.

## Historia
Villa, en la cuadrilla de Rojas, una de las siete en que se dividía la Merindad de Bureba perteneciente al partido de Bureba. Jurisdicción de realengo con regidor pedáneo.
A la caída del Antiguo Régimen queda constituida como ayuntamiento constitucional del mismo nombre en el partido de Briviesca, región de Castilla la Vieja. Contaba entonces con 36 habitantes.

## Demografía
Rucandio cuenta con una población de 72 habitantes (INE 2024).
| Gráfica de evolución demográfica de Rucandio entre 1842 y 2021 |
| |
| Población de derecho según los censos de población del INE. Población de hecho según los censos de población del INE.Entre el censo de 1857 y el anterior, crece el término del municipio porque incorpora a Hozabejas y Ojeda. |

## Patrimonio
El templo parroquial, con sencilla portada del siglo XVII y torres-espadaña con unas enormes campanas, se alza en lo más alto del caserío.

### Iglesia parroquial de Santa María Magdalena
Iglesia católica dependiente de la parroquia de Madrid en el Arcipestrazgo de Oca-Tirón, diócesis de Burgos.